# آنا فرنانديز (ممثلة)
آنا فرنانديز (بالإسبانية: Ana Fernández)‏ هي ممثلة إسبانية، ولدت في 19 مايو 1963 في إسبانيا.

## أعمال

### أفلام
- (2002) الحديث معها[4]

### مسلسلات
- فتيات الكابل

## وصلات خارجية
- آنا فرنانديز على موقع IMDb (الإنجليزية)
- آنا فرنانديز على موقع قاعدة بيانات الأفلام العربية
- آنا فرنانديز على موقع ألو سيني (الفرنسية)
- آنا فرنانديز على موقع أول موفي (الإنجليزية)
- آنا فرنانديز على موقع قاعدة بيانات الأفلام السويدية (السويدية)
- آنا فرنانديز على موقع قاعدة بيانات الفيلم (الإنجليزية)
- آنا فرنانديز على موقع كينوبويسك (الروسية)